# 庫利基夫 (克雷梅內茨區)
50°4′5″N 25°36′12″E / 50.06806°N 25.60333°E

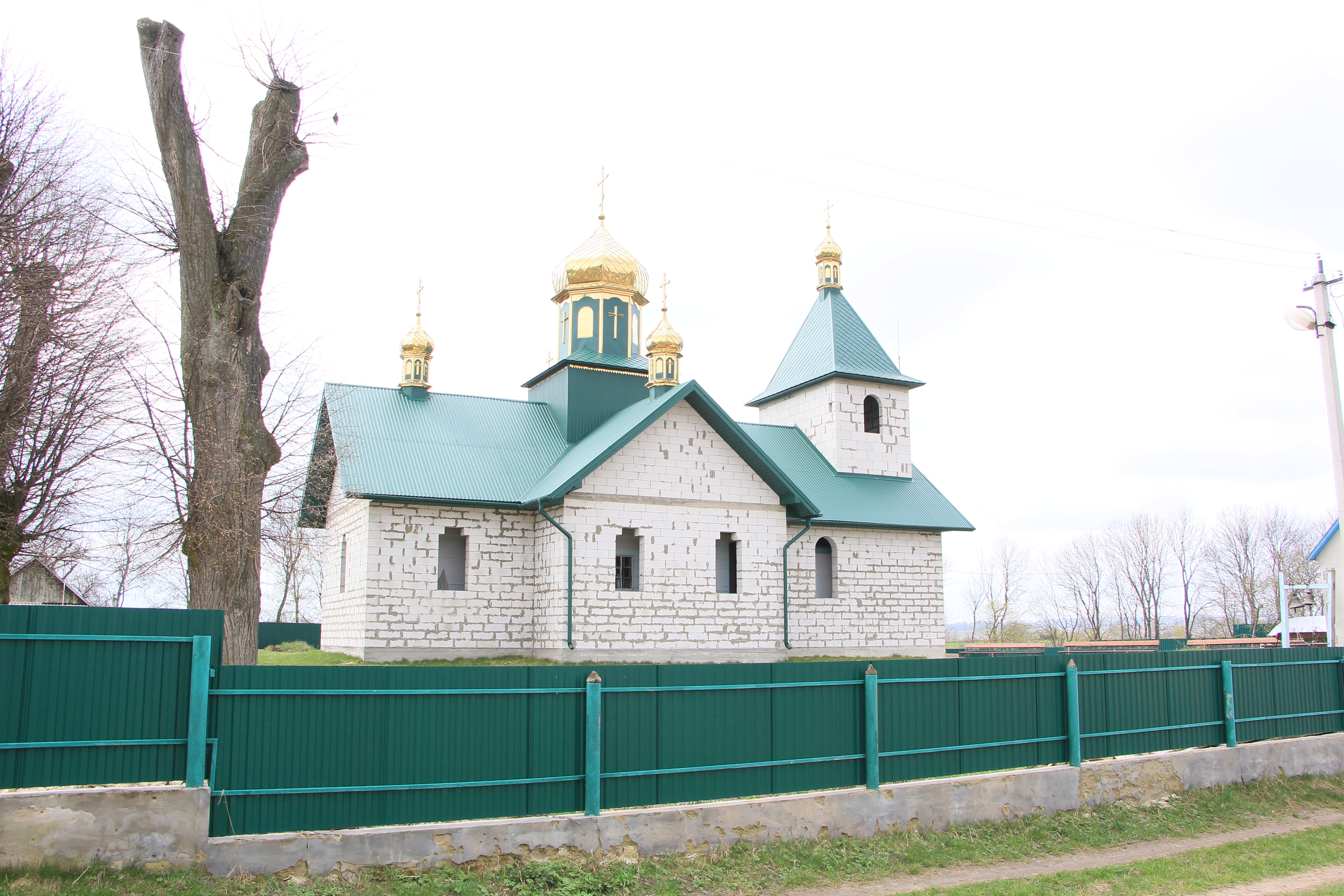
教堂

庫利基夫（烏克蘭語：Куликів），是烏克蘭西部捷爾諾波爾州克雷梅内茨区克雷梅内茨市镇内的村落，始建於1650年，面積1.01平方公里，2001年人口406，人口密度每平方公里402人。